# Mamlúcký sultanát
Mamlúcký sultanát (arabsky سلطنة المماليك‎, psáno Sultanat al-Mamalik v latince) je moderní pojmenování užívané historiky pro státní útvar ovládaný mamlúky (elitními islámskými bojovníky eurasijského původu) od poloviny 13. století do začátku 16. století. Mamlúci původně sloužili dynastii Ajjúbovců jako vojenští otroci, ale jejich postavení bylo vyšší než jiných otroků a běžných svobodných Egypťanů. V době pádu Ajjúbovců byla většina mamlúků Kipčaky. Později vytvořili vlastní dynastii Bahriů. V letech 1260 až 1517 vládli Egyptu, Sýrii a sousedním oblastem jako samostatná dynastie. V roce 1517 byli poraženi Osmanskými Turky, ale do roka se s nimi osmanský sultán usmířil a káhirské mamlúky opět pověřil řízením země, která se stala provincií Osmanské říše. Káhirští mamlúkové byli jedinou dlouhodobě existující dynastií, která se držela u moci bez závislosti na vlastní reprodukci, jelikož jejich řady tvořili výhradně nakoupení otroci.

## Název státu
Mamlúcký sultanát (arabsky سلطنة المماليك‎, Sultanat al-Mamalik) je moderním označením historiků odvozeným od vládnoucí třídy mamlúků, k níž náležel i sultán. V dobové arabské literatuře z období mamlúcké dynastie Bahriů se objevují odlišné názvy Stát Turků (arabsky دولة الاتراك‎, Dawlat al-Atrāk; arabsky دولة الترك‎, Dawlat al-Turk) a Turecký stát (arabsky الدولة التركية‎, al-Dawla al-Turkiyya) nebo Stát Čerkesů (arabsky دولة الجراكسة‎, Dawlat al-Jarākisa) z doby pozdější. Názvy odkazují k vládnoucí třídě a dynastii mamlúků, protože Bahriové byli turkického původu a pozdější mamlúčtí panovníci byli pro změnu původu čerkeského. Kombinovaná varianta (arabsky الدولة التركية الجراكسية‎, al-Dawla al-Turkiyya al-Jarakisiyya) zdůrazňuje skutečnost, že Čerkesové ovládali turečtinu.

## Historie

### Původ a vzestup
Mamlúcké pluky tvořily páteř pozdní ajjúbovské armády. Každý sultán měl své osobní, dobře cvičené vojáky a As-Salih Ajjúb prostřednictvím mamlúků udržoval moc. Jeho pluky čítaly na 800 až 1000 jezdců a jezdci byli přezdíváni Bahri(ové) (od arabského slova بحر, tj. moře, řeka), protože jejich obydlí byla postavena na ostrově Rawda na Nilu. Jednalo se většinou o turkické Kypčaky, pocházející z oblasti severně od Černého moře.
V roce 1249 vedl Ludvík IX. křížovou výpravu, invazi do Egypta. Dobyl Damiettu a poté pomalu postupoval na jih. Jak pokračovali, As-Salih Ajjúb zemřel a vlády se ujal jeho syn Al-Muazzam Turanšáh. Ten se nestihl dopravit k bitvě včas, avšak Bahrijští Mamlúci dokázali křižáky porazit a zajmout Ludvíka IX. Nového sultána doprovázela jeho vlastní skupina mamlúků, Mu'azzami(ové), kterým dával pravomoce na úkor Bahriů. Měsíc po zajetí Ludvíka IX. skupinka Bahriů zabila Turanšáha a moci v zemi se chopila Šagrat Al Durr, vdova po sultánovi as-Sálihu Ajjúbovi. Po smrti Turanšáha následovalo desetileté období politické destabilizace, během které se různé skupiny pokusily o uchopení moci. 

### Doba vlády mamlúků
Po získání moci v Egyptě zde vládly nejdříve bahrijští mamlúci (1250–1382) a potom čerkeští (1382–1517). Nejslavnějšími sultány mamlúků byli Bajbars I. (1260–1277) a Kalá'ún (1279–1290). Za jejich panování se stal Egypt vojenskou silou, které se podařilo odvrátit útok Mongolů a vyhnat křižáky z Palestiny. Období vlády mamlúků bylo dobou bojů o trůn.

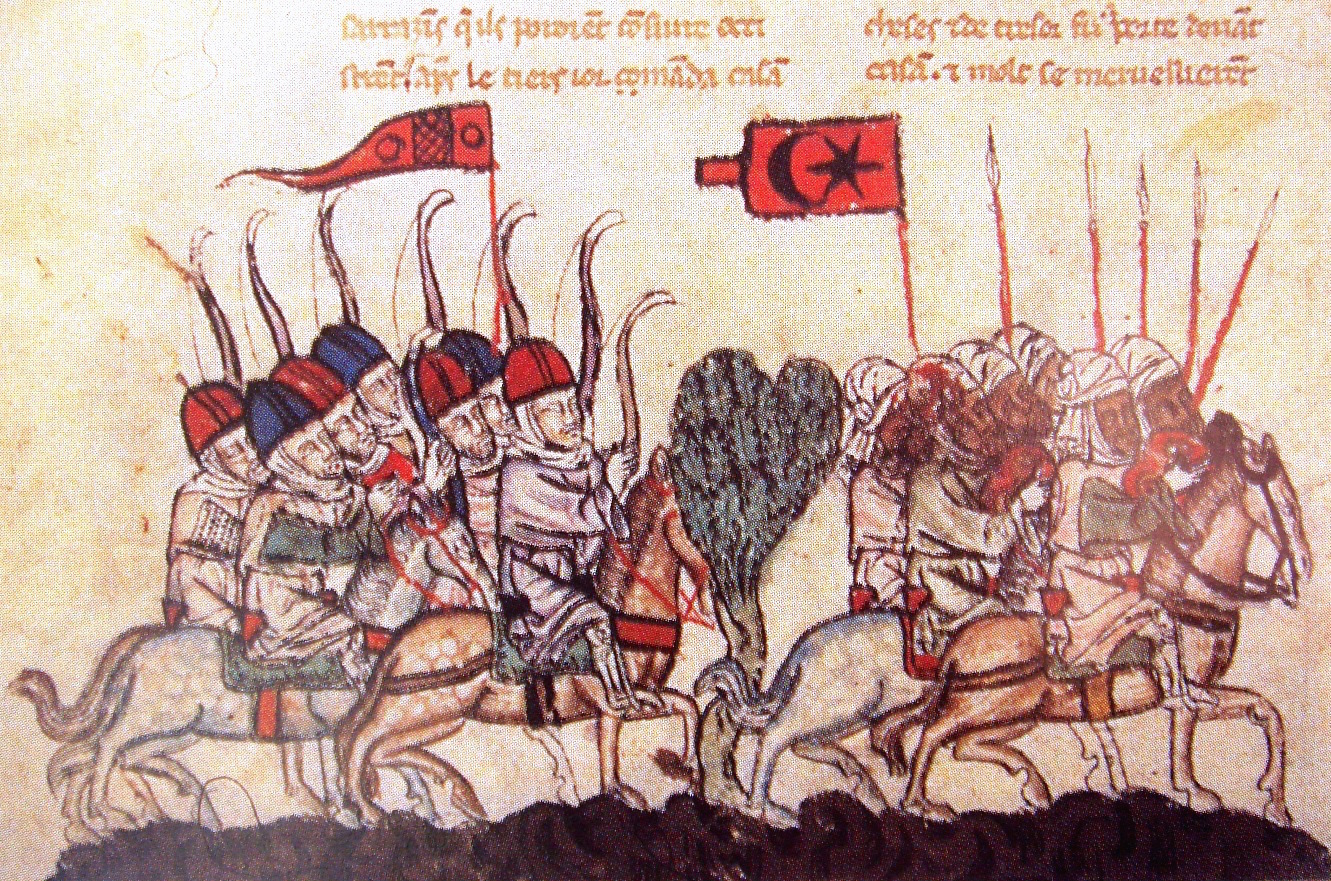
Porážka mamlúků Mongoly v bitvě u Homsu, 1299

Roku 1254 se stala mocnou frakcí skupina pod velením Qutuze. Mnoho Bahriů opustilo Káhiru a začali sloužit ajjúbovským emírům v Sýrii. Mezitím Mongolové pod velením Hülega dobyli Bagdád (1258) a směřovali dál na západ. Po zničení Bagdádu při mohutném mongolském nájezdu, se stala Káhira sídlem chalífa a hlavním duchovním centrem islámu. Qutuz a Bahriové odložili vzájemné nesváry a spojili se proti společné hrozbě. Mamlúci se s Mongoly střetli v bitvě u Ain Džálút. I přes velké ztráty se mamlúkům podařilo svého nepřítele porazit. Po odražení vnějších nepřátel pokračovaly boje mezi Qutuzem a Bahrii, které skončily Qutuzovou smrtí a vyhlášením sultanátu. Země však za vlády mamlúkú bohatla, hlavně z odvodů poplatků z kontroly námořních cest do Orientu. Zemi řídila diktátorsky armáda, která často vojensky potlačovala nepokoje. 
Počátkem úpadu tohoto období byl rok 1498, kdy Vasco da Gama objevil novou námořní cestu do Indie a narušil tak kontrolu mamlúků nad obchodem s Indií. Nebezpečím pro jejich vládu však byl hlavně vzrůst moci Osmanské říše.

### Konec sultanátu a další osud mamlúků
V roce 1517 dobyl Egypt turecký sultán Selim I., země zpočátku nebyla považována za provincii Osmanské říše, ale za vazalský stát. Mamlúkové zastávali i nadále řadu významných mocenských a správních funkcí, protože jeden z jejich vojenských klanů významně podporoval turecké uchvatitele. Když pak pokračovali boje o moc mezi mamlúky a zástupci Osmanské říše, Egypt byl přeměněn v jeho provincii. Protože se sultáni obávali dalšího rostoucího vlivu mamlúků, rozmístili po celé zemi oddíly janičářů. Ty se později podílely na neutuchajících mocenských bojích. 
Osmanská provincie Egypt potom existovala, alespoň formálně, až do 1. světové války. Další výrazné oslabení moci mamlúků přišlo v době Napoleonova tažení do Egypta, kdy bylo mamlúcké vojsko poraženo v tzv. bitvě u pyramid.

## Vláda a společnost

### Mamlúci

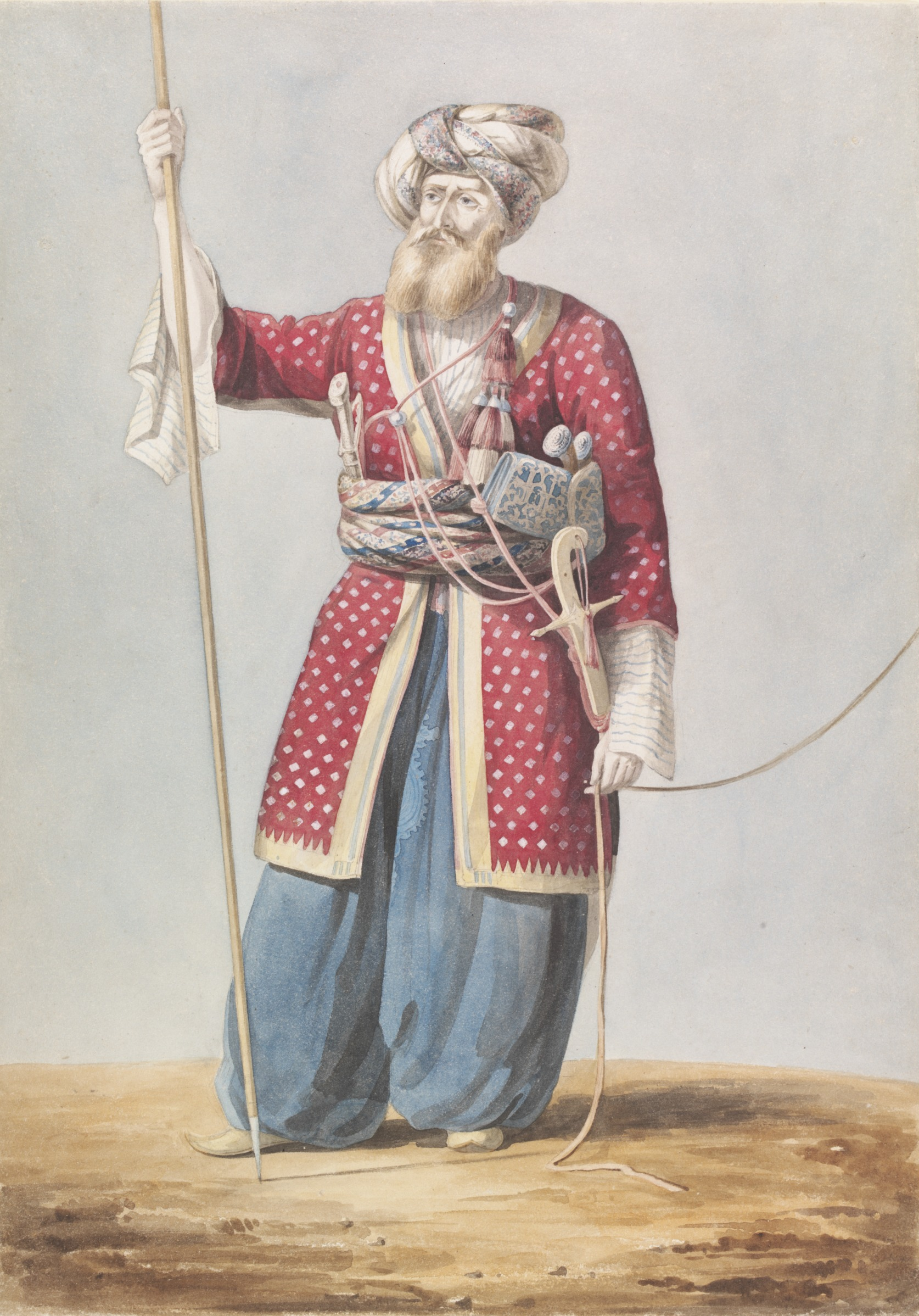
Urozený mamlúk ze syrského Aleppa

Mamlúci (z arabštiny mamlúk, obvykle se překládá jako vlastněný = otrok, singulár: مملوك plurál: مماليك) byli původně vojenští otroci na orientálních dvorech a zároveň elitní islámští bojovníci. Jednalo se o Euroasijce zajaté v bojích nebo zakoupené v dětském věku na trhu s otroky. Po zakoupení byli podrobeni speciálnímu bojovému jezdeckému výcviku, aby se z nich stali tvrdí a nelítostní obránci svých pánů. Jednalo se o maskulinně orientovanou, asketickou a ortodoxně islámskou kastu otroků, která původně bezvýhradně sloužila svým pánům, ale od 9. století byla otroky už jen podle jména. Od té doby už mamlúkové sami nakupovali bílé chlapce, které vychovávali a sami rozhodovali, komu budou sloužit. Časem bylo stále obtížnější koupit na trhu s otroky další chlapce z oblasti Kavkazu a tak začali mamlúkové do svých řad verbovat také mladé muže z Albánie a Řecka. Stali se vládnoucí vrstvou v Egyptě (1250–1517) a v Sýrii (1260–1516), v Iráku a v některých částech Indie.

### Mamlúcká domácnost
Své řady mamlúkové nedoplňovali biologickou reprodukcí, nýbrž nákupem chlapců, které cvičili v boji. Ctili nomádský způsob života, ale zároveň si užívali přepychu svých paláců v Egyptě. Mamlúkové měli manželky i harémy, ovšem postavení jejich žen bylo zvláštní, jelikož mamlúcká kultura byla silně maskulinní a nelpěla na nutnosti rozmnožování. V době Napoleonova tažení do Egypta byli mnozí Francouzi šokováni tím, že mamlúkové v sexu upřednostňovali mladé chlapce před ženami. Svůj majetek a postavení nemohl mamlúk přenést na své děti, ale vždy jen na jiného mamlúka, tedy na chlapce, zakoupeného na trhu s otroky. Toto pravidlo mamlúkové často obcházeli tím, že své syny prodávali do otroctví a ihned je zase vykoupili. Jinak se ale potomci mamlúků nikdy nemohli stát elitními bojovníky a tak zastávali méně významné úřady při správě Egypta. Skutečnou rodinu mamlúků tvořily desítky zakoupených bílých chlapců, kteří si mezi sebou říkali bratře a svého pána nazývali otcem (používal se výraz Ustada) a byli k němu i ostatním mamlúkům loajální. Této loajalitě se říká khushdashiya (arabsky: خشداشية‎). Chlapci studovali náboženství a bojové umění. Když dospěli do určitého věku, jejich pán jim oficiálně daroval svobodu a oni pak jako dospělí mužové zůstávali oddáni svému Ustadovi. O majetek mamlúků se staraly jejich ženy, jelikož mamlúci považovali obchodování a správu majetku za změkčilost, nehodnou velkých bojovníků. Ženy mamlúků tak disponovaly obrovskými majetky, řídily chod paláce, vládly výběrčím daní a prostřednictvím milodarů pomáhaly chudým. Mamlúkové se snažili odlišit od většinové arabské populace, kterou v Egyptě ovládali, a tak si dávali turecká jména a spolu hovořili tureckým dialektem. Jako jediní měli také právo jezdit v Káhiře na koních, zatímco ostatní používali osly.

## Architektura a umění
Součástí jejich samozvolené role ochránců islámské ortodoxie byla podpora stavby náboženských budov, včetně mešit. Stavělo se po celém území, většina budov se však stavěla v hlavním městě. Z těchto mamlúckých staveb jich mnoho přetrvalo do současnosti.

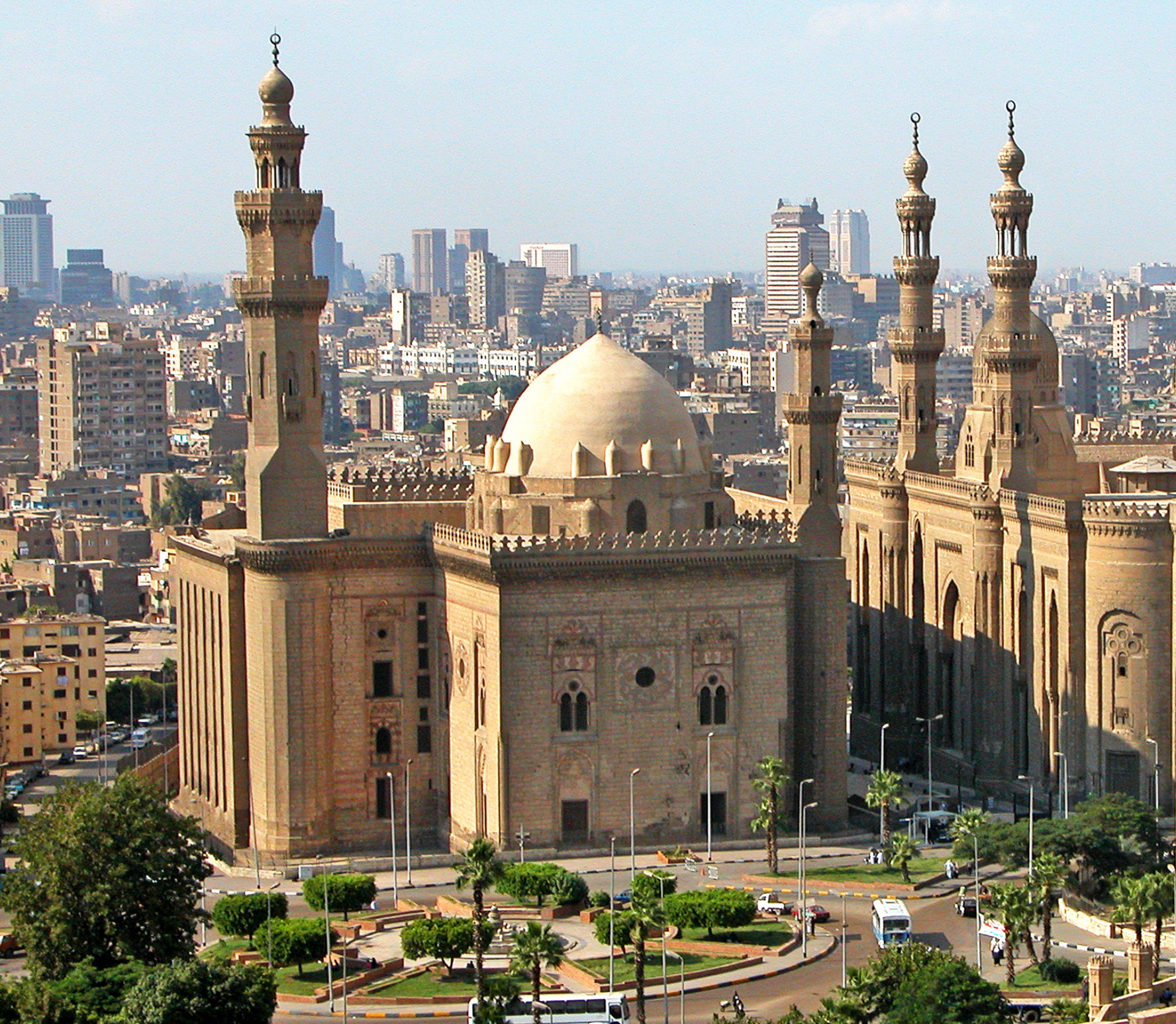
Mešita-medresa sultána Hasana v Káhiře
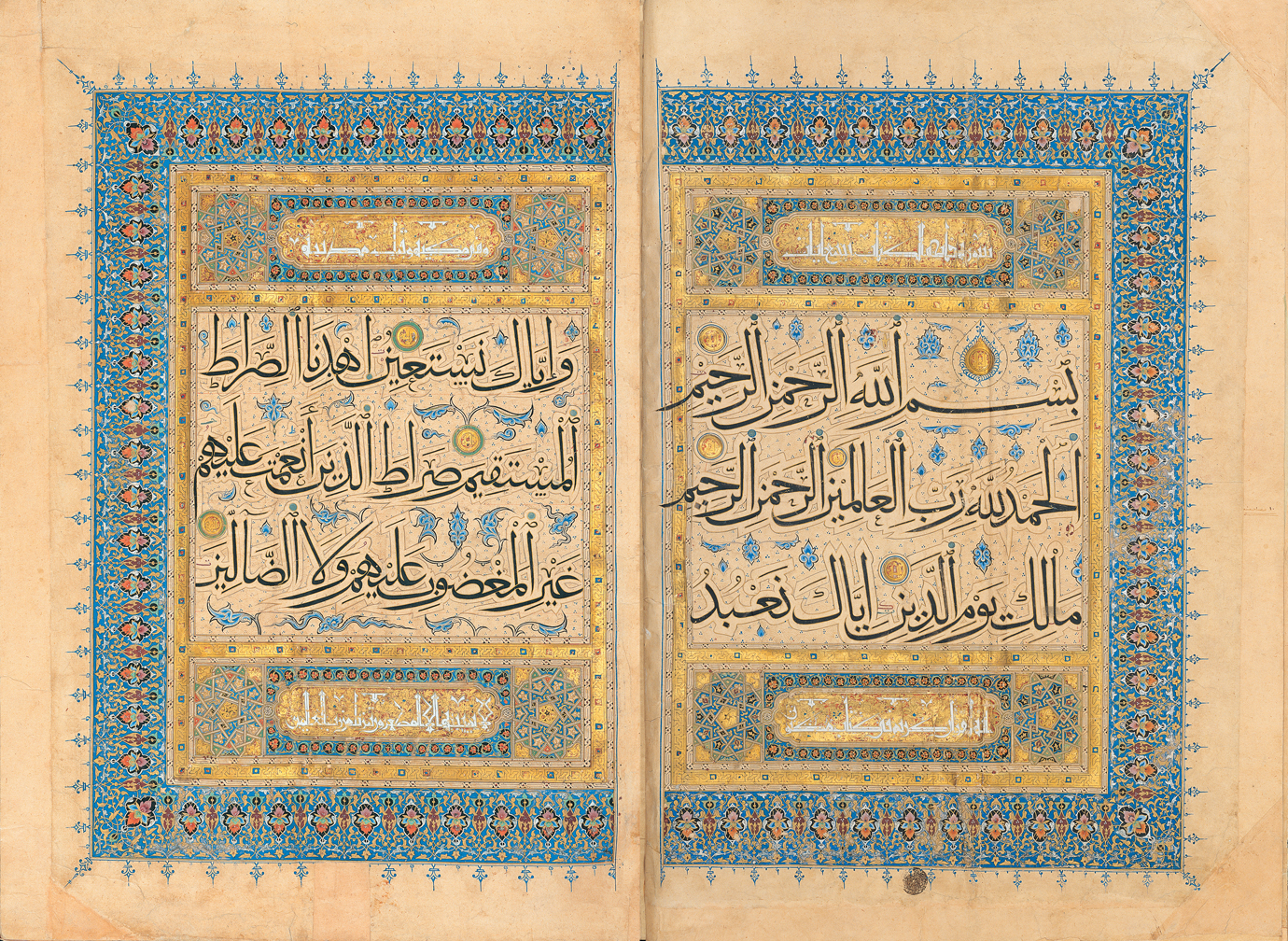
Úvodní stránky Koránu z roku 1372
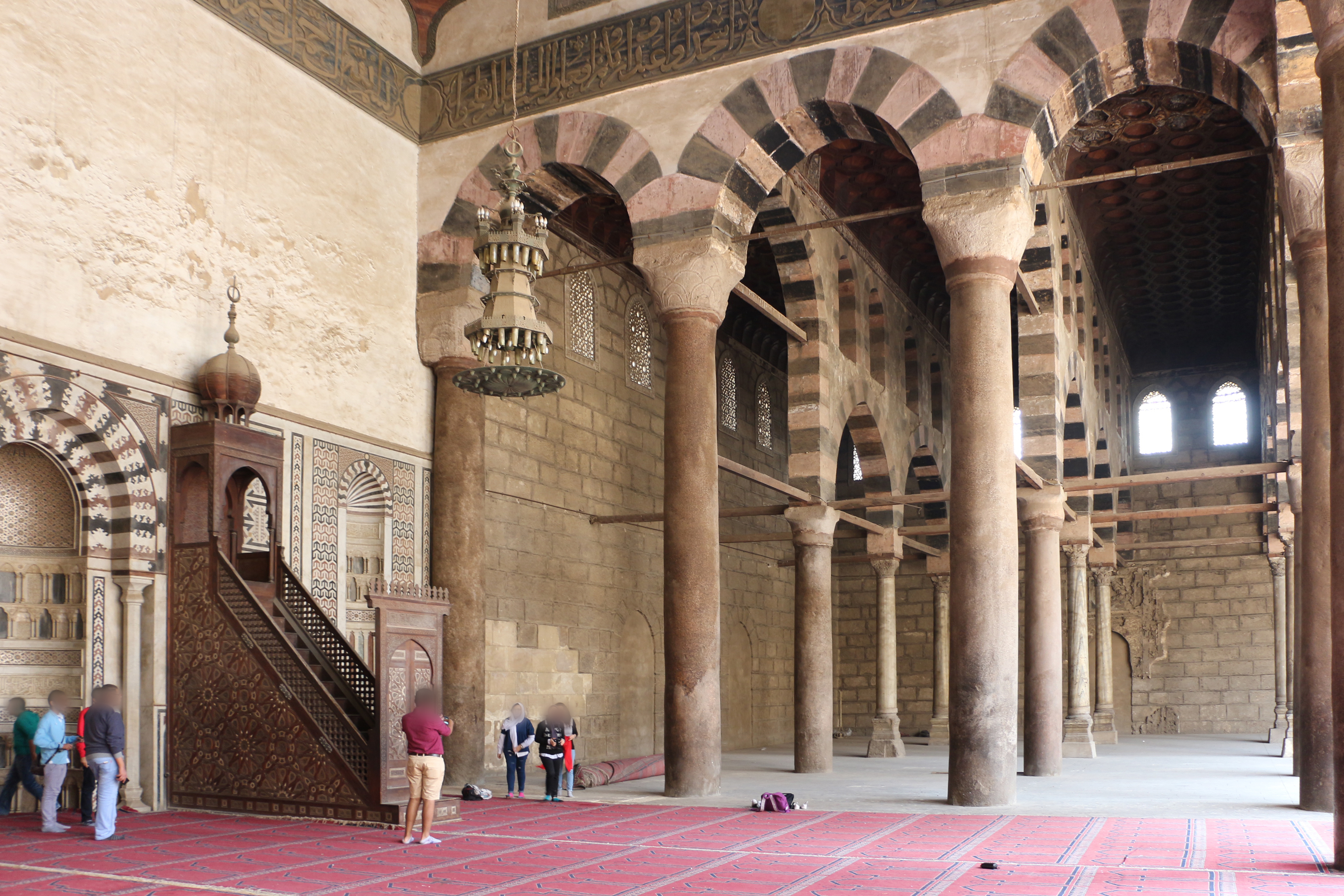
Interiér mešity Al-Násirovy mešity v Káhirská citadele
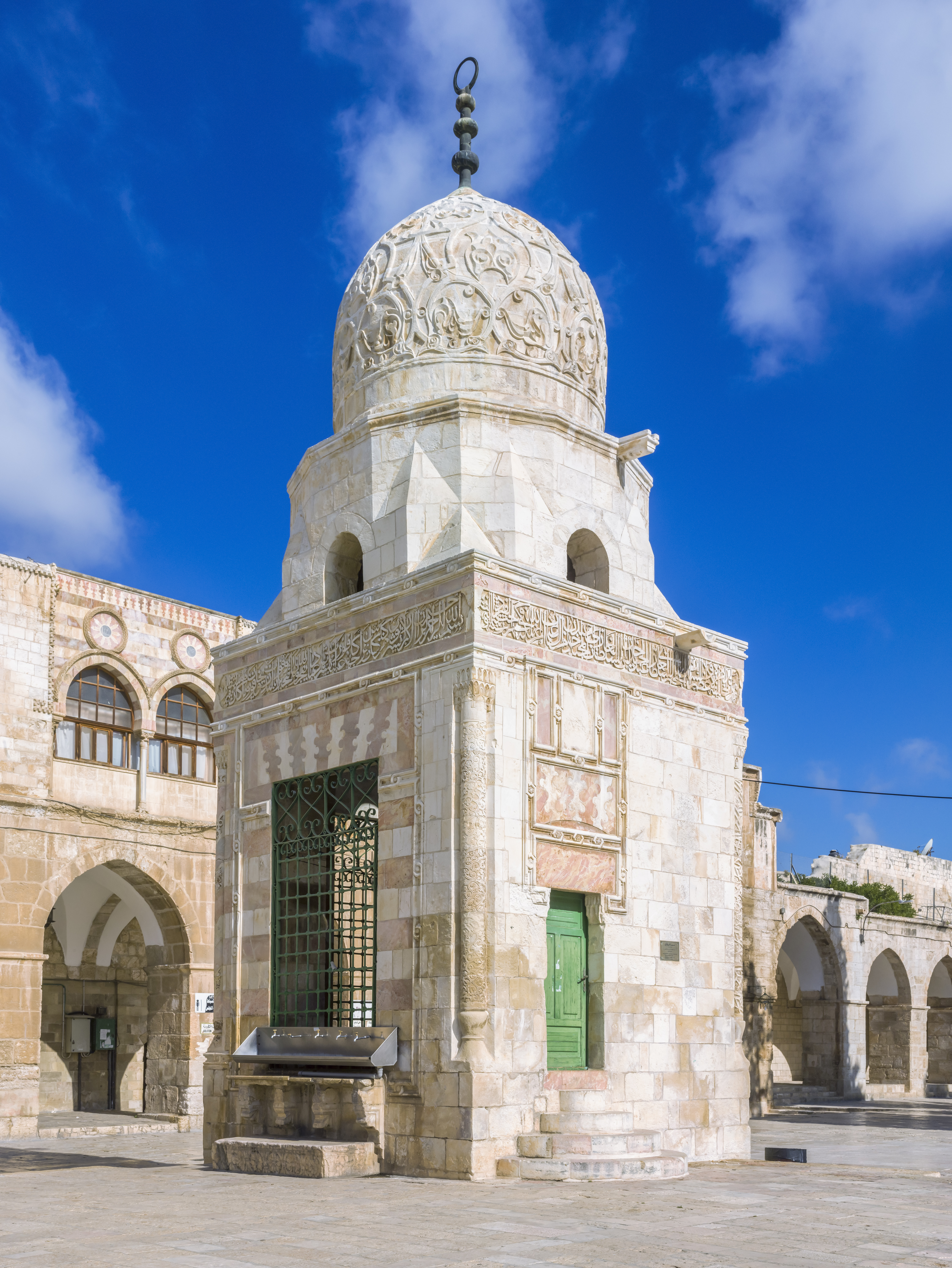
Fontána u Al-Aksá v Jeruzalémě

## Mamlúcké vlajky a symboly

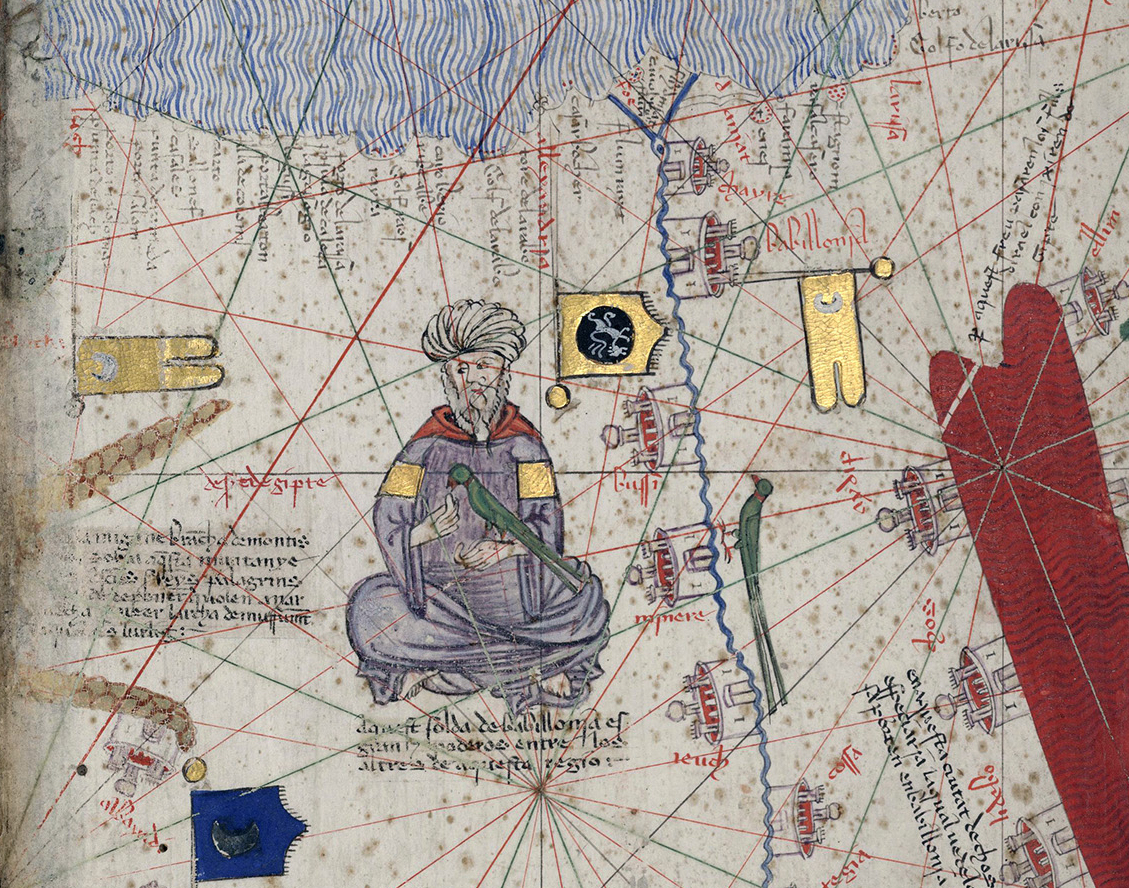
Mamlúcký sultanát na Katalánském atlasu (1375)

Mamlúkové pokračovali v zavedené ajjúbovské tradici žlutého praporu jako oficiální standarty sultána. Žlutá byla barvou sultánovou, takže jen jeho prapory mohly být takto zbarveny. Údajně sám sultán Bajbars si při bojích s křižáky v Levantě všiml, že prapory antiochijského knížete Bohemunda VI. jsou červené. Když osmanský sultán Selim II. dobyl roku 1516 Damašek, nemohl si spisovatel Íbn Tulún nevšimnout, že žluté hedvábné prapory mamlúků byly nahrazeny prostými červenými Osmanů. Zprávy neposkytují přesnější popis praporů. Jejich vyobrazení nabízí pouze evropské obchodní mapy ze 14. a 15.století, které jsou vzhledem k jejich původu sporné a nevěrohodné, navíc postrádají vysvětlení ohledně jejich užití a účelu. Mohou být uměleckou představivostí autora nebo pokusem je zařadit do západní heraldické tradice. Mamlúcká symbolika byla rozmanitá, ale počet symbolů byl omezený. Každý sultán používal jiný symbol jako svou osobní insignii. Zejména Bajbars se prezentoval panterem, lvem nebo leopardem, ale jiní používali odlišných symbolů jako například meče, kalicha nebo zvířete. Naproti tomu Kalá'ún se vyznačoval květem lilie, která je v západní heraldice známa jako Fleur de lys. Pokud jde o srpek měsíce (půlměsíc), typický symbol islámu, ten se začal objevovat až mnohem později na mamlúcké keramice a některých mincích.

vlajky nebo jiné symboly vyobrazené na evropských obchodních mapách, případně z jiných zdrojů:
Bajbarsův lev
Katalánský atlas (1375), Mecia de Viladestes (1413)
Mapa A. Dulcerta (1339), Katalánský atlas (1375)
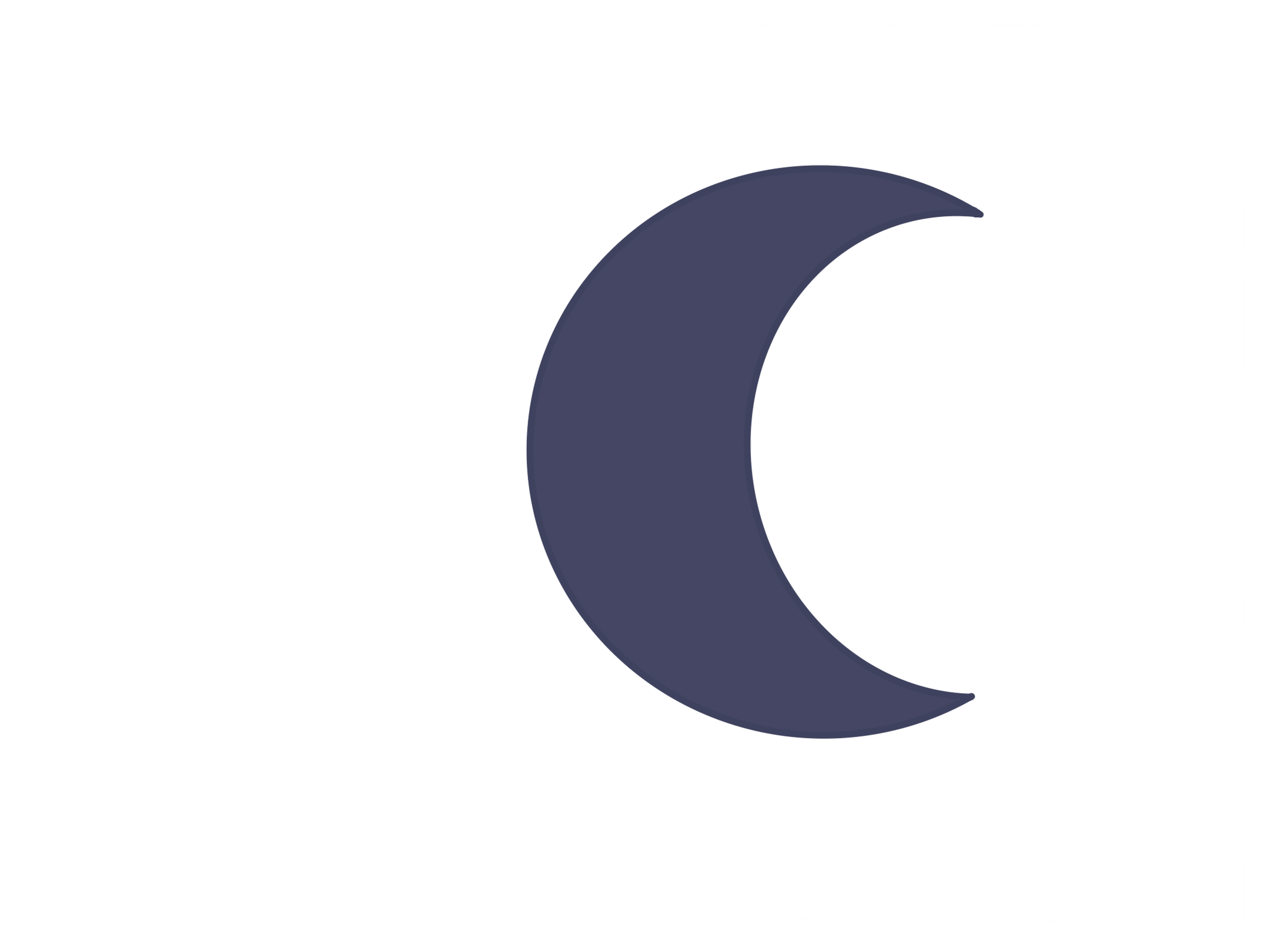
Libro del conocimiento (kolem r. 1385)
Mecia de Viladestes (1413) obsahuje dokonce erb ve stylu západní heraldiky, která je arabskému světu cizí
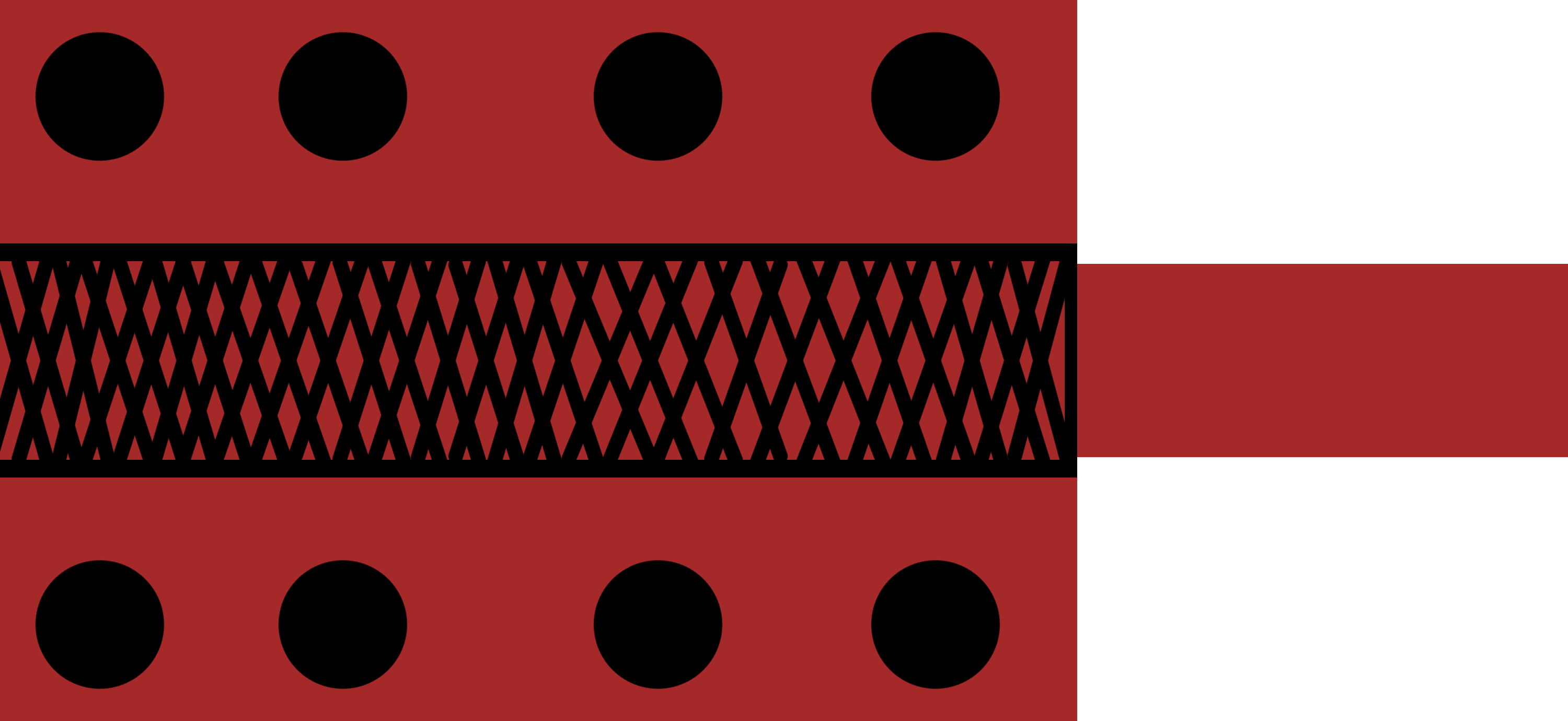
Ilustrace bitvy u Homsu (1281) ze 14. století

Katalánský atlas ze 14. století vyobrazuje dva žluté prapory nad Egyptem. Prapor s půlměsícem je vztyčen nad Káhirou, která byla hlavním městem sultanátu. Druhý s černým kruhem a bílým lvem uprostřed vlaje nad Alexandrií. Proč tomu tak je, není známo.

## Seznam mamlúckých vládců

### Mamlúčtí vládci s turkickým původem
- Mu‘izzuddín Ajbak (1250–1257)
- al-Mansúr Núruddín Alí (1257–1259)
- al-Muzaffar Kutuz (1259–1260)
- az-Záhir Ruknuddín Bajbars (1260–1277)
- as-Sa‘íd Baraka (1277–1279)
- al-Ádil Badruddín Salámiš (1279)
- al-Mansúr Kalá’ún (1279–1290)
- al-Ašraf Chalíl (1290–1293)
- an-Násir Muhammad (1293–1294, 1298–1308, 1309–1340)
- al-Ádil Kitbuga (1294–1296)
- al-Mansúr Ladžin (1296–1298)
- al-Muzaffar Bajbars (1308–1309)
- al-Mansúr Abú Bakr (1340–1341)
- al-Ašraf Kudžuk (1341–1342)
- an-Násir Ahmad (1342)
- as-Sálih Isma‘íl (1342–1345)
- al-Kámil Ša‘bán (1345–1346)
- al-Muzaffar Hádždží (1346–1347)
- an-Násir al-Hasan (1347–1351, 1354–1360)
- as-Sálih Saláhuddín (1351–1354)
- al-Mansúr Muhammad (1360–1363)
- al-Ašraf Ša‘bán (1363–1376)
- al-Mansúr Alá’uddín Alí (1370–1381)
- as-Sálih Hádždží (1381–1382, 1389–1390)

### Mamlúčtí vládci s čerkeským původem
- az-Záhir Barkúk (1382–1389, 1390–1399)
- an-Násir Faradž (1399–1405, 1406–1412)
- al-Mansúr Abdul‘azíz (1405–1406)
- al-Ádil al-Musta‘ín (1412)
- al-Mu’ajjad Sajfuddín (1412–1421)
- al-Muzaffar Ahmad (1421)
- az-Záhir Sajfuddín Tatar (1421)
- as-Sálih Muhammad (1421–1422)
- al-Ašraf Barsbáj (1422–1438)
- al-Azíz Džamáluddín Júsuf (1438)
- az-Záhir Džakmak (1438–1453)
- al-Mansúr Uthmán (1453)
- al-Ašraf Inal (1453–1460)
- al-Mu’ajjad Ahmad (1460–1461)
- az-Záhir Chuškadan (1461–1467)
- az-Záhir Bilbaj (1467)
- az-Záhir Timurbuga (1467–1468)
- al-Ašraf Kajtbáj (1468–1496)
- an-Násir Muhammad (1496–1498)
- az-Záhir Kánsúh (1498–1499)
- al-Ašraf Džanbalat (1499–1500)
- al-Ádil Tumanbáj (1500)
- al-Ašraf Kánsúh al-Gaurí (1501–1516)
- al-Ašraf Tumanbáj (1516–1517)